# Lista portdrapelelor Republicii Moldova la Jocurile Olimpice

Drapelul Republicii Moldova

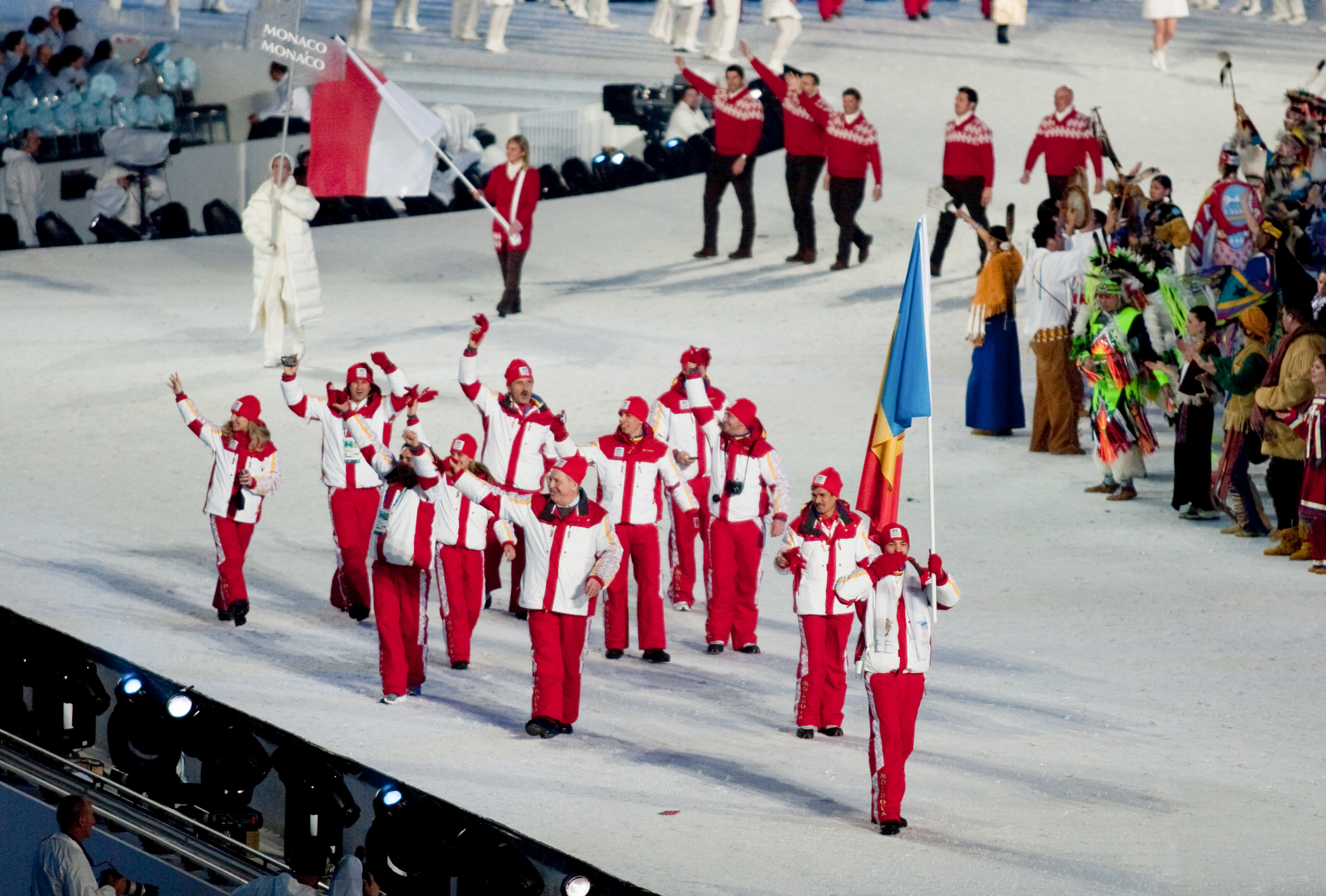
Echipa Republicii Moldova la JO din 2010. Victor Pînzaru a purtat drapelul.

Aceasta este lista purtătorilor de drapel care au reprezentat Republica Moldova la Jocurile Olimpice la ceremoniile de deschidere și închidere.
| #  | Anul Olimpiadei | Sezonul | Portdrapelul (deschidere/închidere)                                 | Sportul                        |
| -- | --------------- | ------- | ------------------------------------------------------------------- | ------------------------------ |
| 1  | 1994            | Iarnă   | Vasile Gherghi                                                      | Biatlon                        |
| 2  | 1996            | Vară    | Vadim Vacarciuc                                                     | Haltere                        |
| 3  | 1998            | Iarnă   | Ion Bucșa                                                           | Biatlon                        |
| 4  | 2000            | Vară    | Vadim Vacarciuc                                                     | Haltere                        |
| 5  | 2002            | Iarnă   | Ion Bucșa                                                           | Biatlon                        |
| 6  | 2004            | Vară    | Oleg MoldovanAlexandru Bratan                                       | TirHaltere                     |
| 7  | 2006            | Iarnă   | Natalia Levcencova                                                  | Biatlon                        |
| 8  | 2008            | Vară    | Nicolai Ceban                                                       | Lupte                          |
| 9  | 2010            | Iarnă   | Victor Pînzaru                                                      | Biatlon                        |
| 10 | 2012            | Vară    | Dan OlaruZalina Marghieva                                           | Tir cu arculAtletism           |
| 11 | 2014            | Iarnă   | Victor Pînzaru                                                      | Schi fond                      |
| 12 | 2016            | Vară    | Nicolai CebanZalina Marghieva                                       | LupteAtletism                  |
| 13 | 2018            | Iarnă   | Nicolae Gaiduc                                                      | Schi fond                      |
| 14 | 2020            | Vară    | Alexandra Mîrca și Dan OlaruAndrian Mardare                         | Tir cu arculAtletism           |
| 15 | 2022            | Iarnă   | Doina DescaluiAlina Stremous                                        | SanieBiatlon                   |
| 16 | 2024            | Vară    | Alexandra Mîrca și Dan OlaruAnastasia Nichita și Serghei Tarnovschi | Tir cu arculLupte, Caiac canoe |